# جان إليزه فيرغسون
جان إليزه فيرغسون (بالإنجليزية: Jean Elsie Ferguson)‏ هي عسكري أسترالية، ولدت في 15 يوليو 1909 في Guildford, Western Australia ‏ في أستراليا، وتوفيت في 30 يناير 1979 في ندلاندز ‏ في أستراليا.